# Lista de prefeitos de São Miguel das Missões
Esta é a lista de prefeitos do município de São Miguel das Missões, estado brasileiro do Rio Grande do Sul.
| Nº | Prefeito                                 | Partido                             | Vice-prefeito(a)         | Início do mandato     | Fim do mandato         | Forma de acesso ao cargo         | Ref.   |
| -- | ---------------------------------------- | ----------------------------------- | ------------------------ | --------------------- | ---------------------- | -------------------------------- | ------ |
| 1  | Pedro Everling (1942–2021)               | Partido Democrático Social PDS      | Agenor José Marciano     | 1º de janeiro de 1989 | 31 de dezembro de 1992 | Eleito em 15 de novembro de 1988 | [ 2 ]  |
| 2  | Waldir Pedro Frizzo (?)                  | Partido Democrático Trabalhista PDT | Oscar Jarbas Machado     | 1º de janeiro de 1993 | 31 de dezembro de 1996 | Eleito em 3 de outubro de 1992   | [ 3 ]  |
| 3  | Mário Augusto Ribas do Nascimento (1965) | Partido Progressista Brasileiro PPB | Ilza Farias de Farias    | 1º de janeiro de 1997 | 31 de dezembro de 2000 | Eleito em 3 de outubro de 1996   | [ 4 ]  |
| 3  | Mário Augusto Ribas do Nascimento (1965) | Partido Progressista Brasileiro PPB | Ilza Farias de Farias    | 1º de janeiro de 2001 | 31 de dezembro de 2004 | Reeleito em 3 de outubro de 2000 | [ 5 ]  |
| 4  | Waldir Pedro Frizzo (?)                  | Partido Democrático Trabalhista PDT | José Roberto de Oliveira | 1º de janeiro de 2005 | 31 de dezembro de 2008 | Eleito em 3 de outubro de 2004   | [ 6 ]  |
| 5  | Pedro Everling (1942–2021)               | Partido Progressista PP             | Hilário Casarin          | 1º de janeiro de 2009 | 31 de dezembro de 2012 | Eleito em 5 de outubro de 2008   | [ 7 ]  |
| 6  | Hilário Casarin (1956)                   | Partido Progressista PP             | Francisco Fang           | 1º de janeiro de 2013 | 31 de dezembro de 2016 | Eleito em 7 de outubro de 2012   | [ 9 ]  |
| 6  | Hilário Casarin (1956)                   | Partido Progressista PP             | Jussara Ana Bittencourt  | 1º de janeiro de 2017 | 31 de dezembro de 2020 | Reeleito em 2 de outubro de 2016 | [ 10 ] |
| 7  | José Roberto (1958)                      | Progressistas PP                    | Rodrigo Ribas            | 1º de janeiro de 2021 | 31 de dezembro de 2024 | Eleito em 15 de novembro de 2020 | [ 12 ] |
| 8  | Rodrigo Ribas (1974)                     | Progressistas PP                    | Pedro Mothci             | 1º de janeiro de 2025 | Atualidade             | Eleito em 6 de outubro de 2024   | [ 14 ] |